# Susan Silver
Pour les articles homonymes, voir Silver.
Susan Silver, née le 17 juillet 1958 à Seattle (Washington), est un manager et une femme d'affaires américaine.
Susan Silver a été le manager des groupes de rock de Seattle tels que Soundgarden, Alice in Chains et Screaming Trees. Elle a été nommée « la personnalité la plus puissante de la gestion du rock local » par le Seattle Times en 1991.

## Biographie

### Jeunesse
Susan Silver est née à Seattle (Washington) le 17 juillet 1958, de Samuel et Emmogene (Jean) Silver,. Elle est la soeur aînée de deux frères.
Susan Silver suit des études de chinois à l'Université de Washingtonet assiste dès l'âge de 15 ans à tous les grands concerts qui ont lieu à Seattle. Elle commence sa carrière en gérant le planning de réservations du club The Metropolis et des soirées du cofondateur de Sub Pop, Jonathan Poneman.

### Carrière
En 1983, Susan Silver débute comme manager des groupes The U-Men, The First Thought puis de Screaming Trees et Soundgarden, dont le chanteur Chris Cornell était son petit-ami,. Silver a déclaré qu'elle était devenue manager parce qu'elle voulait aider les musiciens à réaliser leurs rêves.
Tout en étant manager, Susan Silver est également gérante d'un magasin de chaussures John Fluevog à Seattle. Le magasin devient célèbre des années plus tard pour vendre les bottes Dr. Martens portées par plusieurs membres des groupes grunge de Seattle. L'un des collègues de Silver au magasin était Kevin Martin, le chanteur de Candlebox. En 1988, Susan Silver rencontre le directeur musical Kelly Curtis. Curtis et son ami Ken Deans possèdent une entreprise et Deans est le manager du groupe Alice in Chains. Deans donne à Silver une cassette d'Alice in Chains qu'elle apprécie. Elle assiste à un de leurs concerts et trouve qu'ils sont amusants et très énergiques. Curtis s'intéresse au groupe Mother Love Bone et Deans décide de ne plus travailler avec Alice in Chains. Il propose alors le poste de manager à Silver et Curtis, qui ont commencé à co-manager le groupe. Curtis et Silver transmettent la démo d'Alice in Chains, The Treehouse Tapes, au représentant de Columbia Records, Nick Terzo. Ce dernier signe Alice in Chains en 1989. Quelque temps plus tard, Curtis commence à diriger le groupe Pearl Jam et Silver devient l'unique manager d'Alice in Chains.
En mai 1990, le label Sub Pop envoie à Nirvana une nouvelle proposition de contrat, mais le chanteur Kurt Cobain est réticent à le signer, se plaignant du manque de promotion du label pour leur premier album Bleach. Cobain et le bassiste Krist Novoselic consultent Susan Silver pour obtenir des conseils. Elle examine le contrat et leur conseille les services d'un avocat. Ils la rencontrent à Los Angeles et elle leur présente l'agent Don Muller et l'avocat du secteur musical Alan Mintz, spécialisé dans la recherche d'accords pour de nouveaux groupes. Mintz  envoie la démo de Nirvana à de grands labels à la recherche d'accords. MCA Records exprime son intérêt, mais le groupe choisit DGC Records (une filiale de Geffen Records) sur les conseils de Sonic Youth. En 1991 label sort leur album à succès Nevermind,. Kurt Cobain et Krist Novoselic proposent à Susan Silver de devenir leur manager mais celle-ci refuse en raison de ses engagements avec ses groupes. « Il n'y a pas beaucoup de choses que je regrette dans ma vie, mais bien sûr, ne pas gérer Nirvana était une erreur » a déclaré Silver en 2022. Lorsque Nirvana est intronisé au Rock and Roll Hall of Fame en 2014, Novoselic remercie Silver lors de son discours pour « les avoir correctement présentés à l'industrie musicale »,.
En 1995, Susan Silver soutient le comité d'action politique de Krist Novoselic, Joint Artists and Music Promotions (JAMPAC), qui défend les droits des artistes et de leurs fans.
En 1996, Susan Silver participe au documentaire Hype ! de Doug Pray qui évoque le mouvement grunge de Seattle.
Parmi les clients de Silver dans les années 1990 figuraient les groupes Hater, Inflatable Soule, Crackerbox, Sweet Water, Sponge, la chanteuse Kristen Barry et le producteur Terry Date.
Alice in Chains se met en pause en 1996 et Soungarden se dissout en 1997. En 1998 Susan Silver décide de suspendre son activité,.
En 2002, le chanteur d'Alice in Chains, Layne Staley meurt d'une overdose de drogue. En 2005 le groupe se produit de nouveau en public pour un concert de charité à Seattle. Après cette expérience, il recontacte Silver qui a créé une nouvelle société à Seattle avec Deborah Semer, Atmosphere Artist Management. Leur premier client est le groupe de musique et de danse Children of the Revolution,. À partir de 2009, Silver cogère Alice in Chains avec David Benveniste et sa société Velvet Hammer Management. A propos du groupe, Silver déclare en 2019 : « Je travaillerai toujours avec les gentlemen Alice in Chains car ce sont des frères pour moi, nous avons vécu les plus grandes expériences de la vie et les pires expériences de la vie »,.

### Autres activités
Depuis 2009, Silver est copropriétaire du club The Crocodile à Seattle avec Sean Kinney, le batteur d'Alice in Chains, Marcus Charles, le cofondateur du Capitol Hill Block Party, Peggy Curtis et Eric Howk, le guitariste de Portugal. The Man.
En 2013, Rolling Stone classe The Crocodile le 7e meilleur club américain sur 20. The Guardian inclut le club dans sa liste des 10 meilleures salles de concert à Seattle.

### Vie privée
En 1985, Susan Silver rencontre Chris Cornell, le chanteur de Soundgarden qui lui propose de devenir leur manager. Le couple se marie en 1990. Leur fille, Lillian Jean, nait en 2000. Le couple divorce en 2004.
Durant sa carrière, Susan Silver a dû faire face aux nombreux décès d'artistes atteints de dépression et de dépendance à la drogue : Andy Wood, chanteur de Mother Love Bone, Kurt Cobain, chanteur de Nirvana, Layne Staley, chanteur de Alice in Chains, Shannon Hoon, le chanteur de Blind Melon, Stefanie Sargent de 7 Year Bitch. Dans sa famille elle est également confrontée au décès de son jeune frère ainsi que celui de son mari Chris Cornell, chanteur de Soundgarden. Elle déclare en 2021 que « le mouvement et la danse... depuis 25 ans, m'aident à me sentir mieux physiquement mais m'élèvent profondément émotionnellement. J'ai eu la chance d'être initié à la MT (Méditation Transcendantale) quand j'étais au lycée, alors c'était vraiment important... La thérapie a été très précieuse pour moi et sortir dans la nature... ce sont les piliers pour moi. Avoir une pratique spirituelle... vraiment important pour moi. Cela fait des décennies et des décennies »,.
Interrogé sur ses héros lors d'une conférence de presse en 2002, le chanteur et guitariste d'Alice in Chains, Jerry Cantrell, a désigné Silver. Il l'a également remerciée d'être l'une des personnes qui l'a aidé à entrer en cure de désintoxication lors de son discours au MusiCares MAP Fund Benefit le 31 mai 2012, où il a reçu le Stevie Ray Vaughan Award,.

## Filmographie
- 1996 : Hype ! de Doug Pray, documentaire
- 2001 : VH1 News Special : Grunge, documentaire
- 2011 : Pearl Jam Twenty de Cameron Crowe, documentaire
- 2012 : Metal Evolution : Grunge, documentaire
- 2021 :  Loudwire : 30 Years of Grunge : Who Invented Grunge?, documentaire

### Citations originales
1. ↑  Citation originale : (en) « Susan Silver is the most powerful figure in local rock management ».
2. ↑  Citation originale : (en) « There aren't many things I regret about my life, but of course not managing Nirvana was a mistake ».
3. ↑  Citation originale : (en) « introducing them to the music industry properly ».
4. ↑  Citation originale : (en) « I’ll always work with the Alice in Chains gentlemen because they’re brothers to me, we have gone through the greatest experiences of life and the worst experiences of life. ».
5. ↑  Citation originale : (en) « Movement and dance... for the last 25 years, helps me physically feel better but lifts me emotionally in a profound way. I got lucky enough to get introduced to TM (transcendental meditation) when I was in high school so that was really important... Therapy has been really valuable for me and getting out in nature... those are the pillars for me. Having a spiritual practice… really important for me. It has been for decades and decades ».